# Панайот Панайотов (офицер)
Вижте пояснителната страница за други личности с името Панайот Панайотов.
Панайот Костов Панайотов е български офицер, генерал-полковник.

## Биография
Роден е на 30 март 1931 г. в Сливен в семейството на железничаря Коста Панайотов и Радка Костова. Член е на РМС от 1946 г., а на БКП от 1954 г. Завършва прогимназия в Стара Загора, където по това време работи баща му. След това завършва гимназията „Добри Чинтулов“ в Сливен. През ноември 1949 г. влиза във Военно училище в София, което завършва през 1951 г. със 72-ри випуск. Военната си служба започва като командир на взвод в тридесет и трети пехотен елховски полк. Същата година става адютант на командващия на трета армия. От 1952 г. е младши помощник-началник в отдел „Бойна подготовка“ в щаба на трета армия. След това от 1955 г. е командир на 13-и отделен мотострелкови батальон. От ноември 1956 г. е командир на втори стрелкови батальон от 33-ти стрелкови полк в Бояново. През 1958 г. постъпва във Военната академия в София. След нейното завършване през 1961 г. е командир на 1 отделен картечен батальон на 14-а картечна артилерийска бригада. През 1962 г. е назначен за старши помощник-началник на отдел „Бойна подготовка“ в Щаба на трета армия. През 1965 г. е назначен за адютант на военния министър Добри Джуров. От 1972 до 1974 г. учи във Военната академия на Генералния щаб на СССР. След това е назначен за командир на първа мотострелкова дивизия в София. През 1980 г. изкарва курс в Академията. След това е назначен за заместник-командващ втора армия.
В периода 30 декември 1981 – 15 септември 1987 е командир на втора армия. От 20 септември 1987 до 16 ноември 1990 г. е заместник-министър на народната отбрана и командващ на Сухопътни войски. Член е на Бюрото на окръжния комитет на БКП-Пловдив (от 1982) и окръжен съветник. От 1986 до 1990 г. е кандидат-член на ЦК на БКП. От септември 1990 г. е заместник-министър на народната отбрана по бойната подготовка. През 1991 г. излиза в запаса.
Награждаван е с медал „За боева заслуга“ (1961), „За безупречна служба“ – III ст., „30 години социалистическа революция“ (1974), „Заслуги за охрана на границата“ (1979), „1300 години България, юбилеен“ (1981), орден „9 септември 1944 г.“ – I ст. (1981). Почетен член на Асоциацията на Сухопътните войски на България и на Съюза на офицерите и сержантите от запаса и резерва. Неговото име носи Клуба на Командване Сухопътни войски, част от Съюза на офицерите и сержантите от запаса и резерва. Умира на 18 февруари 2010 г. в София.

## Образование
- Гимназията „Добри Чинтулов“, Сливен
- Военно училище – 1949 – 1951
- Военна академия „Г.С. Раковски“ – 1958 – 1961
- Военната академия на Генералния щаб на СССР – 1972 – 1974
- Курс във Военната академия на Генералния щаб на СССР – 1980

## Награди
- медал „За боева заслуга“ (1961),
- медал „За безупречна служба“ – III ст.
- медал „30 години социалистическа революция“ (1974)
- орден „Заслуги за охрана на границата“ (1979)
- орден „1300 години България, юбилеен“ (1981)
- орден „9 септември 1944 г.“ – I ст. (1981)

## Военни звания
- лейтенант – 1951
- старши лейтенант – 1952
- капитан – 1955
- майор – 1960
- подполковник – 1965
- полковник – 1970
- генерал-майор – 8 септември 1978
- генерал-лейтенант – септември 1982
- генерал-полковник – 1988